# Schweizerische Stiftung für das cerebral gelähmte Kind
Die Schweizerische Stiftung für das cerebral gelähmte Kind, auch bekannt als Stiftung Cerebral, ist eine Schweizer Stiftung mit Sitz in Bern.

## Gründung und Organisation
Die Stiftung wurde im Jahr 1961 in Bern gegründet und setzt sich seither für die Anliegen von cerebral bewegungsbehinderten Menschen und ihren Familien ein. Die Stiftung Cerebral setzt sich aus einem Stiftungsrat und dem Team der Geschäftsstelle in Bern zusammen. Die Mitglieder sowie die Präsidentin des Stiftungsrates arbeiten ehrenamtlich.

## Dienstleistungen und Ziele
Die Stiftung engagiert sich in Bereichen, die das alltägliche Leben von cerebral bewegungsbehinderten Menschen und ihren Familien betreffen. Sie leistet finanzielle Beiträge für Aufenthalte in Sonderschulen und Heimen, für Erholungsaufenthalte von behinderten Menschen und ihren Familien oder den Einsatz einer Entlastungshilfe zu Hause. Zudem unterstützt sie betroffene Familien bei besonderen behinderungsbedingten Auslagen (Kleider, Schuhe, Brillen, Therapie, Transport) sowie wenn bauliche Veränderungen im privaten Wohnbereich nötig sind.
Das Ziel ist die Früherfassung, Förderung, Ausbildung, Pflege und soziale Betreuung von Menschen mit cerebralen Bewegungsstörungen, spina bifida oder Muskeldystrophie mit Wohnsitz in der Schweiz. Ergriffen oder unterstützt werden alle Maßnahmen, welche nach dem jeweiligen Stand der Wissenschaft zu Erreichung dieser Ziele angezeigt erscheinen. Die Stiftung engagiert sich ferner in der Forschung und Entwicklung neuer Therapien und Hilfsmittel und der spezifischen Weiterbildung von Fachpersonal sowie der Schaffung von Wohnheim- und Arbeitsplätzen.
Die Stiftung arbeitet mit anderen Institutionen und Hilfswerken für behinderte Kinder und Erwachsene zusammen; mit der Vereinigung Cerebral Schweiz besteht eine langjährige Partnerschaft.

## Finanzierung
Die Stiftung wird weitgehend durch Spenden, Erbschaften und Legate finanziert. Sie ist als gemeinnützig anerkannt und untersteht der Aufsicht des Eidgenössischen Departements des Innern. Über die Verwendung der Spenden wird Rechenschaft abgelegt.

## Publikationen
Die Stiftung setzt sich dafür ein, die Schweizer Bevölkerung für die Anliegen von cerebral bewegungsbehinderten Menschen und ihren Familien zu sensibilisieren und einen gesunden, offenen Umgang mit dem Thema Behinderung zu ermöglichen.
Dazu verfügt die Stiftung über verschiedene Publikationen wie Dokumentarfilme und Schulunterlagen. Die Informationszeitschrift «Merci», die viermal jährlich in den Sprachen Deutsch, Französisch und Italienisch über die Tätigkeiten und Projekte der Stiftung berichtet und der Jahresbericht. Für cerebral bewegungsbehinderte Menschen und ihre Angehörigen gibt die Stiftung Cerebral mit der Broschüre «Actuel» zudem eine Informationszeitschrift mit Unterstützungsangeboten und Neuigkeiten heraus.